# 天理教境分教会
天理教境分教会（てんりきょうさかいぶんきょうかい）は、日本の宗教法人。 

## 所在地
鳥取県境港市中町9。

## 沿革
本分教会の開設については、『境港沿革史』には「神道天理教会河原町分教会小浜支部境出張所 明治29年12月28日設立許可、同30年11月3日創設、同42年4月5日天理教河原町大教会小浜分教会境支教会ト改称ス」と記録されている。
鳥取県西伯郡境町中町9番地の天理教河原町大教会小浜分教会境支教会について、1939年（昭和14年）公布の宗教団体法による届書（昭和10年起｢社寺関係綴｣境町役場）によると「1934年12月31日現在の信徒戸数は732戸、教徒数は男32名、女38名、信徒数は男1774名、女1880名、総計3724名」である。設立者兼担任教師は西村長太郎で、当時の境町長は野坂寛治である。
次いで、天理教境分教会の社会事業については（結社台帳関係）、孤児収容保護育成 孤独貧困者救済がある。
（1）境区司法保護委員会 発足 - 1941年（昭和16年）6月9日。
（2）境青少年相談所本部 発足 - 1945年（昭和20年）4月1日 犯罪防止、青少年保護、釈放者の保護教化、職業あっせん。
（3）栴檀（せんだん）保育園 設立 - 1927年（昭和2年）7月1日（昭和2年の設立者は、別人で、分教会としての開設は、1940年（昭和15年）10月1日である。1942年（昭和17年）から町の要請で、右保育園名を継承したという）。活動内容は乳幼時の保護育成、育児相談母の会、園児39名（昭和22年現在）。